# Yu Wei
Yu Wei, född 11 september 1987, är en friidrottare från Kina. Han deltog vid olympiska sommarspelen 2016.